# Rhabdops olivaceus
Rhabdops olivaceus är en ormart som beskrevs av Beddome 1863. Rhabdops olivaceus ingår i släktet Rhabdops och familjen snokar. Inga underarter finns listade i Catalogue of Life.
Arten förekommer i Indien i bergstrakten Västra Ghats (delstat Kerala).